# Venezuela i olympiska sommarspelen 1988
Venezuela deltog i de olympiska sommarspelen 1988 med en trupp bestående av 18 deltagare, men ingen av landets deltagare erövrade någon medalj.

## Boxning
Lätt flugvikt
- Marcelino Bolivar
  1. Första omgången – Bye
  2. Andra omgången – Förlorade mot Jesus Beltre (DOM), på poäng (1:4)

Flugvikt
- David Griman
  1. Första omgången — Förlorade mot Serafim Todorov (BUL), 1:4

Bantamvikt
- Abraham Torres
  1. Första omgången – Bye
  2. Andra omgången – Besegrade Teekaram Rajcoomar (MTS), på poäng (5:0)
  3. Tredje omgången — Förlorade mot Phajol Moolsan (THA), 1:4

Fjädervikt
- Omar Catari
  1. Första omgången – Bye
  2. Andra omgången – Besegrade Moussa Kagambega (BFA), på knock-out (1:a omgången)
  3. Tredje omgången — Förlorade mot Abdelhak Achik (MAR), på knock-out (1:a omgången)

Lättvikt
- José Pérez
  1. Första omgången – Bye
  2. Andra omgången – Förlorade mot Nergüin Enkhbat (MGL), på poäng (0:5)

Weltervikt
- José García
  1. Första omgången – Bye
  2. Andra omgången – Förlorade mot Jan Dydak (POL), på poäng (1:4)

## Konstsim
Damernas solo
- María Elena Giusti
  - Final — 13:e plats